# Star Screen Award/Beste Musik
Der Star Screen Award Best Music Director ist eine Kategorie des indischen Filmpreises Star Screen Award.
Der Star Screen Award Best Music Director wird von einer angesehenen Jury der Hindi-Filmindustrie gewählt. Die Gewinner werden jedes Jahr im Januar bekannt gegeben.
Liste der Gewinner:
| Jahr | Komponist                                    | Film                                                        |
| ---- | -------------------------------------------- | ----------------------------------------------------------- |
| 1995 | Rahul Dev Burman                             | 1942: A Love Story                                          |
| 1996 | Rajesh Roshan                                | Karan Arjun                                                 |
| 1997 | Nadeem-Shravan                               | Raja Hindustani                                             |
| 1998 | Nadeem-Shravan                               | Pardes                                                      |
| 1999 | Jatin-Lalit                                  | Kuch Kuch Hota Hai – Und ganz plötzlich ist es Liebe        |
| 2000 | A. R. Rahman                                 | Taal                                                        |
| 2001 | Rajesh Roshan                                | Kaho Naa ... Pyaar Hai – Liebe aus heiterem Himmel          |
| 2002 | Shankar-Ehsaan-Loy                           | Dil Chahta Hai                                              |
| 2003 | Ismail Darbar                                | Devdas                                                      |
| 2004 | -                                            | -                                                           |
| 2005 | -                                            | -                                                           |
| 2006 | Shankar-Ehsaan-Loy                           | Bunty und Babli                                             |
| 2007 | Vishal Bharadwaj                             | Omkara                                                      |
| 2008 | A. R. Rahman                                 | Guru                                                        |
| 2009 | A. R. Rahman                                 | Du liebst mich, du liebst mich nicht (Jaane Tu Ya Jaane Na) |
| 2010 | A. R. Rahman                                 | Delhi 6                                                     |
| 2011 | Sajid–Wajid Shankar-Ehsaan-Loy               | Dabangg My Name Is Khan                                     |
| 2012 | A. R. Rahman                                 | Rockstar                                                    |
| 2013 | Pritam Chakraborty                           | Barfi!                                                      |
| 2014 | Pritam Chakraborty                           | Yeh Jawaani Hai Deewani                                     |
| 2015 | Mithoon & Ankit Tiwari                       | Ek Villain                                                  |
| 2016 | Amaal Mallik, Ankit Tiwari, Meet Bros Anjjan | Roy                                                         |
| 2017 | Pritam Chakraborty                           | Ae Dil Hai Mushkil                                          |
| 2018 | Pritam Chakraborty                           | Dangal                                                      |
| 2019 | Amit Trivedi                                 | Manmarziyaan                                                |